# Florián Talaya Zamora
Florián Talaya Zamora (1895 o 1896, ? - 1984, Llucmajor, Mallorca) fou un carrabiner, guàrdia civil i batle de Llucmajor durant un breu període durant la dictadura franquista.
Talaya era carrabiner i el 1921 fou ascendit a caporal i destinat a les Illes Balears. El juliol de 1936 en produir-se el cop d'estat del general Franco es passà al bàndol dels revoltats. El 1937 era sergent i seguia destinat a les Illes Balears. El 1940 era alferes, i pertanyia a la Guàrdia Civil per dissolució del cos de carrabiners. A la Guàrdia Civil assolí el grau de capità. El 1953 s'havia retirat i fou elegit regidor de l'ajuntament de Llucmajor, on residia, pel terç familiar. El 1959 assumí la presidència de l'ajuntament de Llucmajor durant un breu període.